# Clean slate rule
Die Clean slate rule (englisch slate = Schiefertafel) ist ein völkerrechtliches Prinzip, nach dem die völkerrechtliche Verantwortlichkeit eines im Wege der Staatennachfolge neu entstandenen Völkerrechtssubjekts im Hinblick auf die Rechtsnachfolge in völkerrechtliche Verträge bei Null beginnt. In der älteren deutschsprachigen Völkerrechtsliteratur wird auch vom Tabula-rasa-Prinzip gesprochen. Die aus der Dekolonisation nach dem Zweiten Weltkrieg hervorgegangenen Staaten begründeten ihr Bedürfnis nach Souveränität mit diesem Ansatz, der jedoch eine erhebliche Rechtsunsicherheit mit sich bringt.
Nach dem älteren Prinzip der Universalsukzession tritt jeder Nachfolgestaat automatisch in alle Verträge des Vorgängers ein. Die Vorstellung einer Gesamtrechtsnachfolge war dem privaten Erbrecht entlehnt und fußte auf dem naturrechtlichen Verständnis vom Staatsgebiet als Privateigentum des absolutistischen Souveräns. Vertreter dieser Theorie der Kontinuität waren vor allem Hugo Grotius, Samuel von Pufendorf, Emer de Vattel und Henry Wheaton.

## Die Doktrin und ein Problemaufriss

### Das Schicksal von Verträgen mit dritten Staaten
Zur Entstehung einer völkerrechtlichen Verantwortlichkeit (z. B. infolge der Verletzung geltenden Völkerrechts) oder einer Verpflichtung bedarf es der Völkerrechtssubjektivität (z. B. Staaten oder Internationale Organisationen), die an bestimmte Voraussetzungen geknüpft ist. Entsteht nun infolge einer Staatensukzession ein neuer Staat, so kann er mangels Existenz bzw. mangels der zur Teilnahme am internationalen Rechtsverkehr vorausgesetzten Völkerrechtssubjektivität noch keine völkerrechtlichen Verpflichtungen oder Verantwortlichkeiten für völkerrechtswidriges Handeln auf sich geladen haben.
Dieser an sich logische Schluss bedürfte nicht einer Legitimierung als Völkerrechtssatz, wenn es nicht erhebliche widerstreitende Interessenlagen gäbe, die eine Relativierung dieses Satzes erforderlich machten.
So könnten sich beispielsweise bei uneingeschränkter Gültigkeit dieses Rechtssatzes die Nachbarstaaten eines solchen neuen Staates nicht auf einen mit dem Vorgängerstaat geschlossenen Grenzvertrag berufen. Verträge über die Nutzung von Grenzgewässern, Ausbeutungsrechte von natürlichen Ressourcen oder Transitbestimmungen könnten von anderen Völkerrechtssubjekten nicht mehr beansprucht werden. Ebenso würde es sich mit Auslandsschulden, Verpflichtungen aus völkerrechtlicher Verantwortlichkeit oder anderen Passiva eines Staates verhalten.

### Tabula-rasa-Doktrin
Das Tabula-rasa-Prinzip wurde in Art. 16 der Wiener Konvention über die Staatennachfolge in Verträge von 1978 formuliert, jedoch durch ein Optionsrecht zugunsten der Fortführung mehrseitiger Verträge in Art. 17 Abs. 1 ergänzt. Insofern ist die Bezeichnung als free choice doctrine zutreffender.
Bei Dismembration, radizierten, also gebietsbezogenen Verträgen wie Grenzverträgen (Art. 11 und 12 der Wiener Konvention) und Verträgen zum Schutz von Menschenrechten ist eher von der Universalsukzession auszugehen, nicht dagegen für die Mitgliedschaft in internationalen Organisationen.

## Jüngere Entwicklungen
Der Zerfall der Sowjetunion, der Zerfall der SFR Jugoslawien sowie die Wiedervereinigungen Deutschlands und des Jemen Anfang der 1990er Jahre haben die Diskussionen um die Lehre der Staatensukzession neu belebt und ihre Praxisrelevanz unterstrichen. Orientiert an dem allgemeinen Rechtssatz res transit cum suo onere (die Sache geht mit ihren Lasten über) sowie der im Common Law entwickelten burden and benefit-Theorie geht die derzeitige Konzeption zur Staatensukzession von der Proportionalität der Übernahme von Staatsvermögen und Staatsschulden aus.
Nach der Wiener Konvention über die Staatennachfolge in Vermögen, Archive und Schulden von Staaten von 1983 sollen im Falle der Zession, der Sezession und der Dismembration die Staatsschulden in Ermangelung einer diesbezüglichen Vereinbarung in einem angemessenen Verhältnis auf den Nachfolgestaat übergehen.
Ein Beispiel ist das Abkommen über die Verteilung des gesamten Eigentums der ehemaligen UdSSR im Ausland vom 6. Juli 1992.